# Steven J. Dick
Pour les articles homonymes, voir Dick.
Steven J. Dick (né le 24 octobre 1949 à Evansville, Indiana) est un astronome, auteur et historien des sciences américain surtout connu pour ses travaux dans le domaine de l'astrobiologie. Dick est historien en chef de la National Aeronautics and Space Administration de 2003 à 2009 et titulaire de la chaire Baruch S. Blumberg NASA/Bibliothèque du Congrès en astrobiologie de 2013 à 2014. Avant cela, il est astronome et historien des sciences à l’Observatoire naval des États-Unis à Washington, DC, de 1979 à 2003.

## Carrière
Steven J. Dick obtient un Bachelor of Science en astrophysique de l'université de l'Indiana en 1971. En 1977, il obtient une maîtrise ès arts et un doctorat en histoire et philosophie des sciences. Pendant 24 ans, Dick travaille comme astronome et historien des sciences pour l'Observatoire naval des États-Unis à Washington, DC, dont trois ans à la station de l'hémisphère sud de l'Observatoire naval en Nouvelle-Zélande. Là, il fait partie d'une équipe utilisant des télescopes de transit et des astrographes pour cartographier le ciel du nord et du sud. Pendant cette période, il écrit également[réf. nécessaire] l'histoire de l'Observatoire, le premier observatoire national des États-Unis, publiée sous le titre Sky and Ocean Joined: The US Naval Observatory, 1830-2000.

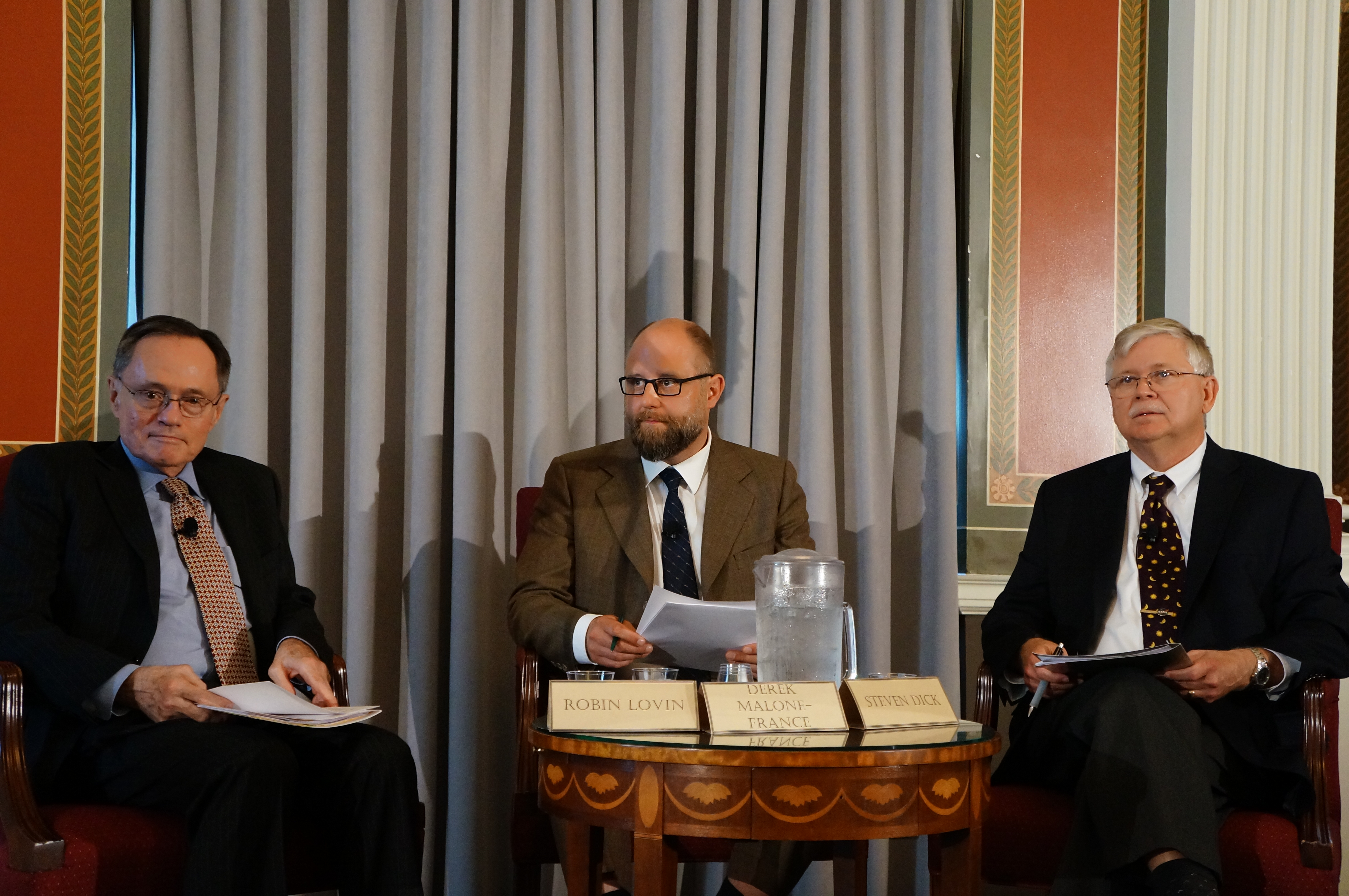
En juin 2014, le Centre John W. Kluge de la Bibliothèque du Congrès organise un séminaire axé sur l'astrobiologie. Membres du panel (de gauche à droite) Robin Lovin, Derek Malone-France et Steven J. Dick.

En 2003, il est nommé historien en chef de la National Aeronautics and Space Administration (NASA). Au cours de ses années à la NASA, Dick écrit sur l'importance de l'exploration pour la société, est commissaire de nombreuses histoires de vols spatiaux et édite plusieurs volumes sur l'impact sociétal des vols spatiaux et à l'occasion du 50e anniversaire de la NASA et de l'ère spatiale.
Dick est président de la division d'astronomie historique de l'Union américaine d'astronomie (1993-1994), président de la Commission d'histoire de l'astronomie de l'Union astronomique internationale (1997-2000) et président de la Philosophical Society of Washington,,. Il fait partie du comité de rédaction du Journal for the History of Astronomy et du Journal of Astronomical History and Heritage. De 2011 à 2012, il occupe la chaire Charles A. Lindbergh en histoire aérospatiale au National Air & Space Museum. En 2013, Dick est nommé titulaire de la chaire Baruch S. Blumberg NASA/Bibliothèque du Congrès en astrobiologie.

## Astrobiologie
Dick reçoit le NASA Group Achievement Award (en) « pour avoir lancé le nouveau programme multidisciplinaire de la NASA en astrobiologie, comprenant la définition du domaine de l'astrobiologie, la formulation et la création initiale de l'Institut d'astrobiologie de la NASA et le développement d'une feuille de route pour guider les futurs investissements de la NASA en astrobiologie".
Les travaux publiés par Dick dans le domaine de l'astrobiologie comprennent Plurality of Worlds: The Origins of the Extraterrestrial Life Debate from Democritus to Kant (Cambridge University Press, 1982) ; The Biological Universe: The Twentieth Century Extraterrestrial Life Debate and the Limits of Science (Cambridge University Press, 1996) ; Life on Other Worlds: The 20th Century Extraterrestrial Life Debate (1998) et, avec James Strick, The Living Universe: NASA and the Development of Astrobiology (2005). Ils soutiennent que depuis les Grecs de l’Antiquité, la vie extraterrestre est un thème lié aux cosmologies scientifiques, y compris les anciennes visions du monde atomiste, copernicienne, cartésienne et newtonienne. Dick soutient que d’un point de vue épistémologique, les méthodes de l’astrobiologie au XXe siècle sont aussi empiriques que celles de toute science historique telle que l’astronomie ou la géologie. Dick a également étudié le domaine de l'astrobiologie dans « Critical Issues in the History, Philosophy, and Sociology of Astrobiology » (Astrobiology, Vol. 12, no 10, 2012). Le 4 décembre 2013, alors qu'il occupe la chaire d'astrobiologie de la NASA/Bibliothèque du Congrès, Dick témoigne sur l'astrobiologie devant le comité de la Chambre des représentants des États-Unis sur la science, l'espace et la technologie, arguant que le financement du SETI devrait être rétabli et intégré au programme d'astrobiologie de la NASA.

### Principe de l'intelligence
Le principe de l'intelligence est une idée hypothétique de Dick dans le domaine de l'évolution culturelle (en). Exposé dans son article de 2003 « Cultural Evolution, the Postbiological Universe and SETI », le principe de l'intelligence décrit une tendance potentielle contraignante parmi toutes les sociétés intelligentes, tant terrestres qu'extraterrestres :
Le maintien, l’amélioration et la perpétuation de la connaissance et de l’intelligence sont le moteur central de l’évolution culturelle, et dans la mesure où l’intelligence peut être améliorée, elle le sera.

## Prix et distinctions
Dick est le récipiendaire de la Médaille du service exceptionnel de la NASA et de la Médaille du service civil méritoire de la Marine. En 2006, Dick reçoit le prix LeRoy E. Doggett de l'Union américaine d'astronomie pour une carrière qui a considérablement influencé le domaine de l'histoire de l'astronomie. Également en 2006, Dick est sélectionné pour prononcer la première conférence Billingham Cutting Edge, au Congrès international d'astronautique de Valence, en Espagne. En 2009, la planète mineure 6544 Stevendick est nommée en son honneur. En 2012, il est élu membre de l'Association américaine pour l'avancement des sciences[réf. nécessaire].

## Publications (sélection)
- Plurality of Worlds: The Origins of the Extraterrestrial Life Debate from Democritus to Kant (Cambridge University Press, 1982) (ISBN 0-521-31985-4)
- The Biological Universe: The Twentieth Century Extraterrestrial Life Debate and the Limits of Science (Cambridge University Press, 1996) ASIN B000UUKKY6
- Life on Other Worlds: The 20th Century Extraterrestrial Life Debate (Cambridge University Press, 2001) (ISBN 0-521-79912-0)
- Many Worlds: The New Universe, Extraterrestrial Life and the Theological Implications (Templeton Foundation Press, 2000) (ISBN 1-890151-42-4)
- The Living Universe: NASA and the Development of Astrobiology (Rutgers University Press, 2005) (co-écrit avec James Strick) (ISBN 0-8135-3733-9)
- Sky and Ocean Joined – The U.S. Naval Observatory 1830-2000 (Cambridge University Press, 2003) (ISBN 0-521-81599-1)
- Éditeur (avec Roger Launius (en)), Critical Issues in the History of Spaceflight (NASA SP 4702, 2006)[16]
- Éditeur (avec Roger Launius), "Societal Impact of Spaceflight" (NASA SP 4801, 2007)[17],[18]
- Éditeur (avec Neil Armstrong et al.), America in Space: NASA's First Fifty Years, (Abrams, 2007).
- Éditeur, Remembering the Space Age (NASA SP 4703, 2008)[19],[20],[21]
- Éditeur (avec Mark Lupisella), Cosmos and Culture: Cultural Evolution in a Cosmic Context (NASA SP 4802, 2009)[22]
- Rédacteur, NASA's First 50 Years: Historical Perspectives (NASA SP 4704, 2010)[23]
- Discovery and Classification in Astronomy: Controversy and Consensus (Cambridge University Press, 2013)[24]
- Rédacteur, Historical Studies in the Societal Impact of Spaceflight (NASA, 2015)[25].
- Rédacteur, The Impact of Discovering Life Beyond Earth (Cambridge University Press, 2015)[26].
- Astrobiology, Discovery, and Societal Impact: Controversy and Consensus (Cambridge University Press, 2018)[27].
- Classifying the Cosmos: How We Can Make Sense of the Celestial Landscape (Springer, 2019)[28].
- Space, Time, and Aliens: Collected Works on Cosmos and Culture (Springer, 2020)[29].